# Agrias orleansi
Agrias orleansi är en fjärilsart som beskrevs av Le Moult Agrias. Agrias orleansi ingår i släktet Agrias och familjen praktfjärilar. Inga underarter finns listade i Catalogue of Life.